# Power of the Dollar
Power of the Dollar — офіційно невиданий, дебютний студійний альбом американського репера 50 Cent, який успішно розповсюджували нелегально. Запланована дата виходу: 25 січня 2000. Реліз скасували після того, як лейбл Columbia Records розірвав з виконавцем контракт, дізнавшись, що у нього стріляли.

## Сингли
Перший сингл, «How to Rob», видали 10 серпня 1999. У пісні 50 Cent жартома розповідає, як він грабує багатьох відомих реп-знаменитостей, зокрема Jay-Z, Big Pun, DMX, Kurupt, Вайклефа Жана, Sticky Fingaz.
Другий сингл, «Thug Love», випустили 21 вересня 1999. За кілька днів до зйомок відеокліпу, репер отримав 9 вогнепальних поранень.
Третій сингл, «Your Life's on the Line», видали у 1999 р. Пісня є дисом на Джа Рула. У приспіві 50 пародіює його фірмову фразу «Murdaa»!: «Murdaa, I don't believe you/Murdaa, Fuck around and leave you/Murdaa, I don't believe you/Murda Murda, your life's on the line». Композиція стала бонус-треком Get Rich or Die Tryin'. Єдина пісня з альбому, на яку існує відеокліп — «Your Life's on the Line».

## Міні-альбом
12 вересня 2000 Columbia Records видали міні-альбом, до котрого увійшли 4 пісні з альбому та «Da Heatwave». Виконавчі продюсери: 50 Cent, Корі Руні та Trackmasters (зазначені як Poke & Tone). Мастеринг: Кріс Ґерінґер на «The Hit Factory» (Нью-Йорк). Менеджмент: Бернард Александер.

## Список пісень
| #   | Назва                                     | Автор                                                 | Продюсер(и)                                          | Тривалість |
| --- | ----------------------------------------- | ----------------------------------------------------- | ---------------------------------------------------- | ---------- |
| 1.  | «Intro»                                   |                                                       |                                                      | 1:11       |
| 2.  | «The Hit»                                 |                                                       | Randy Allen                                          | 3:41       |
| 3.  | «The Good Die Young»                      |                                                       | Al West                                              | 4:02       |
| 4.  | «Corner Bodega (Coke Spot)»               |                                                       | L.E.S.                                               | 1:36       |
| 5.  | «Your Life's on the Line»                 | Джексон, Дадлі                                        | Terence Dudley                                       | 3:38       |
| 6.  | «That Ain't Gangsta»                      | Джексон, Барнс, Олів'є                                | Trackmasters                                         | 3:25       |
| 7.  | «As the World Turns» (з участю Bun B)     | Джексон, Франциск                                     | Red Spyda                                            | 4:20       |
| 8.  | «Ghetto Qu'ran (Forgive Me)»              | Джексон, Барнс, Олів'є                                | Trackmasters                                         | 4:34       |
| 9.  | «Da Repercussions»                        |                                                       | Gowdy                                                | 3:28       |
| 10. | «Money by Any Means» (з участю Noreaga)   |                                                       | Trackmasters, Teflon                                 | 4:03       |
| 11. | «Material Girl» (з участю Dave Hollister) | Джексон, Барнс, Олів'є                                | Trackmasters                                         | 4:35       |
| 12. | «Thug Love» (з участю Destiny's Child)    | Джексон, Коуральф, Шварц, Сміт                        | Rashad Smith, Joshua Michael Schwartz, Brian Koerulf | 3:16       |
| 13. | «Slow Doe»                                | Джексон, Барнс, Олів'є                                | Trackmasters                                         | 3:54       |
| 14. | «Gun Runner» (з участю Black Child)       | Джексон, Барнс, Олів'є                                | Trackmasters                                         | 1:55       |
| 15. | «You Ain't No Gangsta»                    | Джексон, Клервуа                                      | Sha Money XL                                         | 3:37       |
| 16. | «Power of the Dollar»                     | Джексон, Барнс, Олів'є                                | Trackmasters                                         | 3:26       |
| 17. | «I'm a Hustler»                           | Джексон,Елліот, Джейкобс, Мур, Філіпс, Спайві, Стайлс | DJ Scratch                                           | 3:55       |
| 18. | «How to Rob» (з участю The Madd Rapper)   | Джексон, Анджелетті, Барнс, Кейсі, Олів'є             | Trackmasters                                         | 4:25       |

| Міні-альбом | Міні-альбом                      | Міні-альбом                                          | Міні-альбом |
| #           | Назва                            | Продюсер(и)                                          | Тривалість  |
| ----------- | -------------------------------- | ---------------------------------------------------- | ----------- |
| 1.          | «Thug Love»                      | Rashad Smith, Joshua Michael Schwartz, Brian Koerulf | 3:16        |
| 2.          | «I'm a Hustler»                  | DJ Scratch                                           | 3:46        |
| 3.          | «Da Heatwave» (з участю Noreaga) | Erick Sermon                                         | 3:56        |
| 4.          | «Your Life's on the Line»        | Terence Dudley                                       | 3:44        |
| 5.          | «How to Rob»                     | Trackmasters                                         | 4:24        |